# Ganggang
Ganggang, estilizada como GANGGANG, es una organización de desarrollo cultural y justicia social con sede en Indianápolis, Indiana, Estados Unidos. Fundada por los socios Alan Bacon y Malina «Mali» Simone Jeffers a fines de 2020, Ganggang trabaja para exhibir y apoyar financieramente a los artistas visuales negros y su trabajo . Sus esfuerzos han incluido la organización de colectivos de artistas, ferias de bellas artes, una exhibición curada en el Museo de Arte de Indianápolis en Newfields y presentaciones en vivo.

## Historia
De junio a agosto de 2020, Malina «Mali» Jeffers y Alan Bacon ayudaron a coordinar a dieciocho artistas que pintaron un mural callejero de Black Lives Matter en Indianápolis en Indiana Avenue durante el pico de las protestas por la muerte de George Floyd. El grupo de artistas se hizo conocido como «The Eighteen Art Collective». En ese momento, Bacon trabajaba en United Way of Central Indiana, y Jeffers acababa de dejar un puesto como vicepresidente de marketing en un grupo inmobiliario de Indianápolis. Ganggang se formó oficialmente en noviembre de 2020.
Durante el torneo de la División I de Baloncesto Masculino de la NCAA de 2021 en marzo, Ganggang organizó ferias de arte y actuaciones de cientos de bailarines, músicos y artistas de la palabra hablada. El evento de tres semanas, llamado Swish, fue una asociación con el Consejo de las Artes de Indianápolis y el Sendero Cultural de Indianápolis.
En noviembre de 2021, Ganggang planeó curar una exposición con The Eighteen Art Collective en el Museo de Arte de Indianápolis en Newfields, donde Jeffers forma parte de la junta directiva. Sin embargo, después de las controversias en el museo que involucraron al presidente y director ejecutivo del museo en ese momento, Charles L. Venable, Ganggang se retiró de la exposición. Un año después de la renuncia de Venable, así como de los continuos esfuerzos del museo para mejorar su relación con la comunidad de Indianápolis, Ganggang actuó como curador invitado para una versión ampliada de la exposición originalmente planeada en Newfields, ahora titulada «We. The Culture».
A lo largo de 2021 y 2022, Ganggang patrocinó una serie de eventos públicos, incluida una serie de conciertos gratuitos fuera de Clowes Memorial Hall y «BLACK: A Festival of Joy». También encargaron murales, incluido uno de la artista de Indianápolis Ashley Nora en The Stutz (un edificio renovado que anteriormente era propiedad de Stutz Motor Company) y uno de Amiah Mims en la oficina de Marathon Health en Carmel, Indiana.
En marzo de 2022, Ganggang se asoció con IndyGo y las dos empresas compartieron espacio en un antiguo edificio de Key Bank.

### Feria de arte de la mantequilla

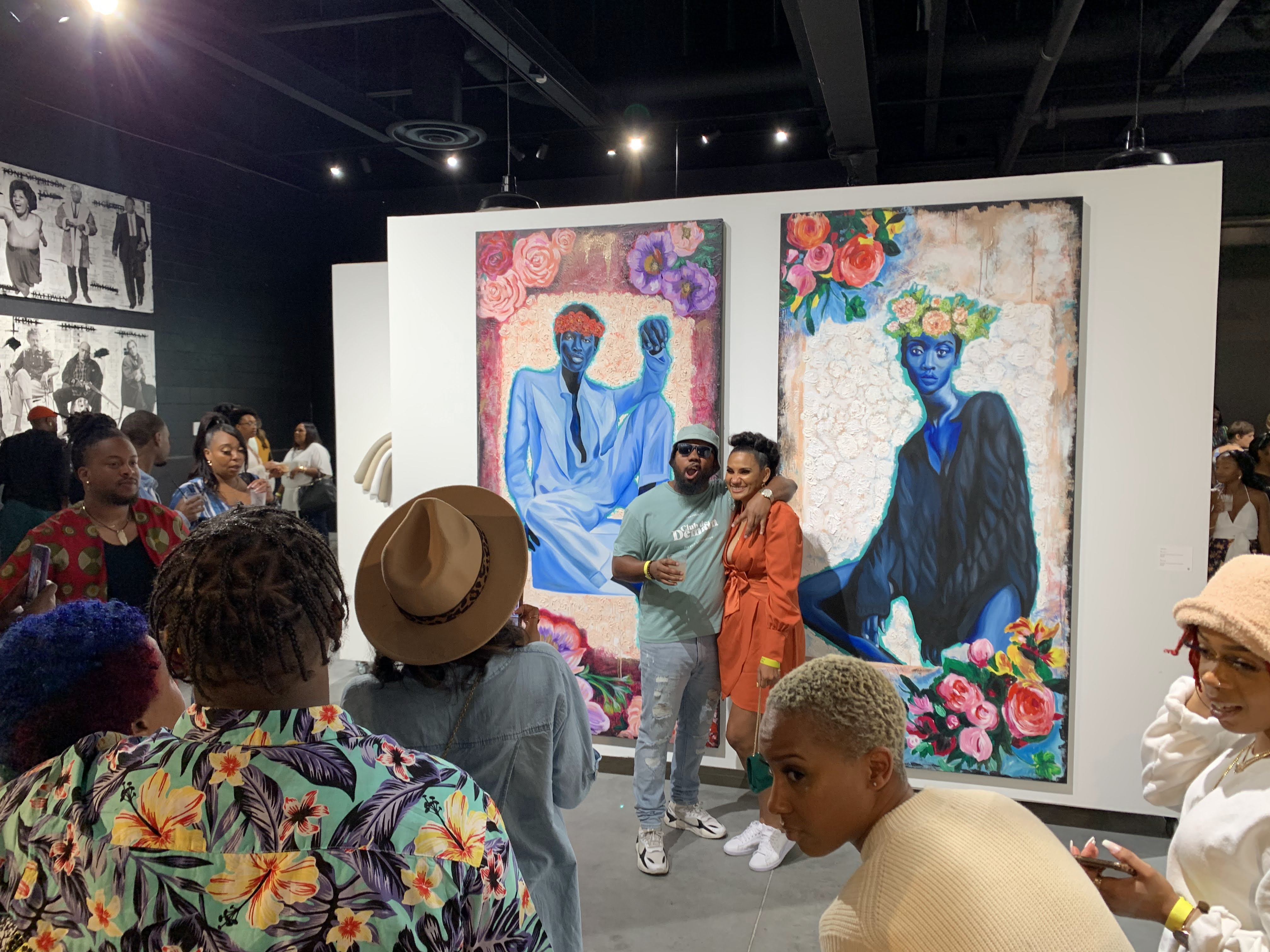
La artista Ashley Nora posa frente a su arte en la feria de arte BUTTER 2.

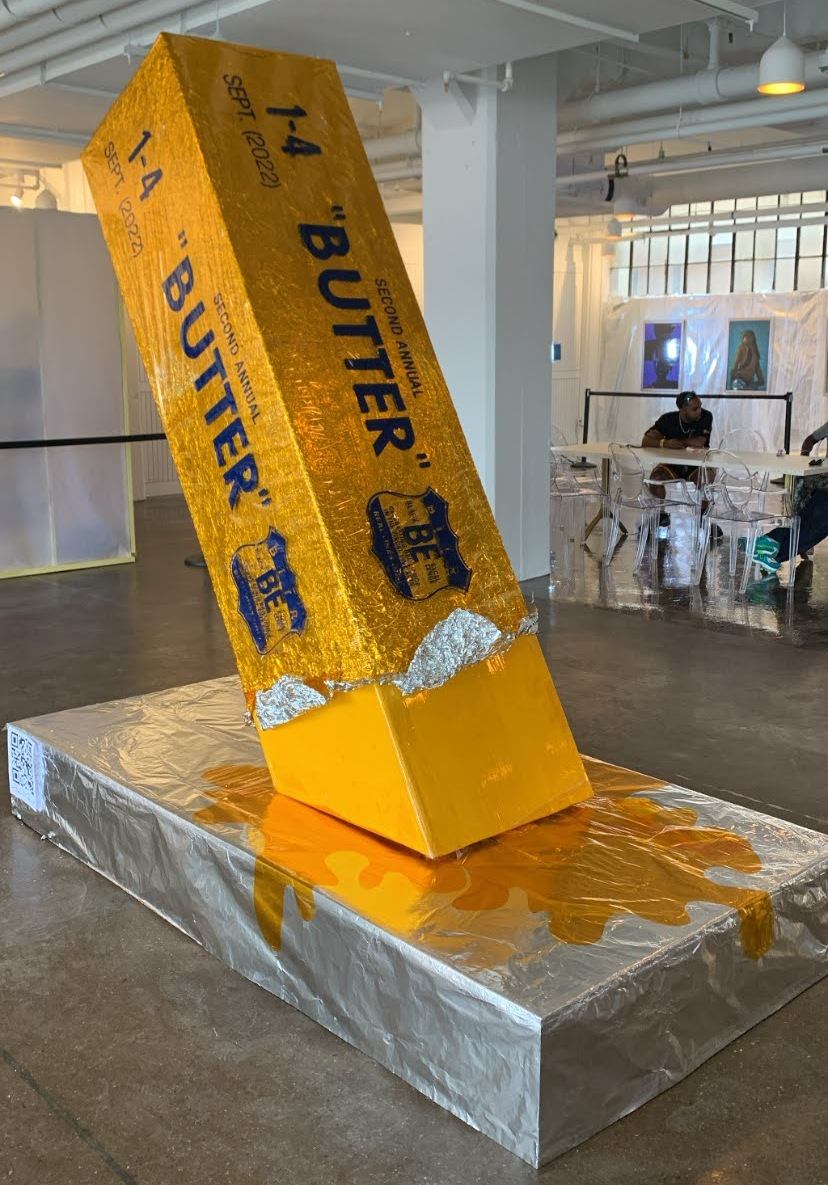
Una escultura de una barra de mantequilla en la feria de arte BUTTER 2.

En 2021, Ganggang creó la exposición de arte Butter (estilizada BUTTER), una exposición de arte de varios días que se lleva a cabo durante el fin de semana del Día del Trabajo en el edificio The Stutz en el centro de Indianápolis. El primer Butter resultó en la venta de 42 piezas de arte por un total de $65,000, con más ventas después de la feria. A los artistas no se les cobró una tarifa por participar en la exposición y no se les cobró una comisión por las ventas.
La segunda iteración de Butter, llamada BUTTER 2, tuvo lugar durante cuatro días en septiembre de 2022, con el triple del tamaño físico. La feria incluyó la adición de una fiesta de baile el sábado por la noche llamada "Melt", varias presentaciones en vivo, una tienda de mercadería y recorridos a pie del historiador de Indianápolis Sampson Levingston. El equipo de curaduría de cuatro miembros estaba compuesto por Bacon, Jeffers, el ex director ejecutivo de Indianapolis Contemporary Braydee Euliss, y la ex curadora del Museo de Arte de Indianápolis y creadora de The Art Assignment, Sarah Urist Green. La exhibición resultó en más de $ 250 000 en ventas de arte. En un artículo de noviembre de 2022 sobre el papel de Butter y Ganggang en la evolución de la escena artística de Indianápolis, The New York Times declaró que Ganggang, a pesar de tener «apenas dos años, [...] ya se estaba abriendo camino en la escena artística nacional, elevando a los artistas de color, maximizando sus ganancias dándoles todas las ganancias por su trabajo y demostrando que Indianápolis es más que una ciudad deportiva».

## Financiamiento y gobernanza
Ganggang se formó oficialmente en noviembre de 2020 con $ 250,000 en capital inicial. El principal benefactor de la organización es la Fundación Comunitaria de Indiana Central. Bacon y Jeffers dirigen la firma junto con una junta directiva que incluye al ex-Indianapolis Colt Gary Brackett y A'Lelia Bundles, quien es la tataranieta de Madam C. J. Walker.
Ganggang contiene elementos de una empresa sin fines de lucro y con fines de lucro. El lado sin fines de lucro desarrolla programación relacionada con sus objetivos y el lado con fines de lucro invierte en emprendedores culturales. Jeffers explicó a Indianapolis Monthly en una entrevista de febrero de 2021: «Queremos apoyar a aquellos que, por tradición, no son reconocidos por las organizaciones artísticas. No es fácil encontrar apoyo, especialmente si eres un emprendedor cultural. No puedes encontrar financiamiento si eres una entidad con fines de lucro, y no deberíamos tener que obligar a los artistas a convertirse en organizaciones sin fines de lucro para recibir financiamiento».